# Пахтакор (женский футбольный клуб)
Женский футбольный клуб «Пахтакор», сокращенно «Пахтакор-W», — футбольный клуб города Ташкента. Управляется Ташкентским городским отделением Ассоциации футбола Узбекистана. Основан в 2018 году. Участвует в Высшей женской лиге страны.